# Gulfport (Flórida)
Gulfport é uma cidade localizada no estado americano da Flórida, no condado de Pinellas. Foi incorporada em 1910.

## Geografia
De acordo com o United States Census Bureau, a cidade tem uma área de 10,1 km², onde 7,1 km² estão cobertos por terra e 2,9 km² por água.

### Localidades na vizinhança
O diagrama seguinte representa as localidades num raio de 8 km ao redor de Gulfport.

## Demografia
Segundo o censo nacional de 2010, a sua população é de 12 029 habitantes e sua densidade populacional é de 1 682,76 hab/km². Possui 7 507 residências, que resulta em uma densidade de 1 050,17 residências/km².